# Aag (1948)
Aag (Hindi: आग, āg; Urdu: آگ; übersetzt: Feuer) ist ein Hindi-Film aus dem Jahr 1948 und das Regiedebüt des damals 23-jährigen Produzenten, Regisseurs und Schauspielers Raj Kapoor.

## Handlung
Die Braut entdeckt im Schlafzimmer das entstellte Gesicht ihres Bräutigams, der daraufhin seine Geschichte erzählt: 
Kewal akzeptiert nur widerwillig die Forderung seines Vaters, der Familientradition zu folgen und Jura zu studieren, um genau wie er ein erfolgreicher Anwalt zu werden. Eigentlich wollte Kewal schon immer mit seiner Kindheitsfreundin Nimmi gemeinsam auf der Bühne Theater spielen. Zu seinem Bedauern zieht sie mit ihrer Familie in eine fremde Stadt.
Trotzdem gibt Kewal seinen Traum nicht auf: Als er während des Studiums als Jurist durch die Prüfung fällt, wirft er alles hin und versucht Theaterschauspieler zu werden. Daraufhin verweist ihn sein Vater des Hauses, da er die Ungehorsamkeit seines Sohnes nicht duldet.
Letztendlich landet Kewal nach langer Suche im heruntergekommenen Theater des Malers Rajan. Rajan ist von Kewals Schauspieltalent begeistert und bittet ihn das Theater unter seiner Führung wieder zu eröffnen. Kewal ist überglücklich und macht sich auf die Suche nach einer Hauptdarstellerin. Er begegnet einer namenlosen Frau aus dem Punjab, die er dann Nimmi nennt und zu einem Star macht.
Es dauert nicht lange und die beiden verlieben sich ineinander. Während eines Theaterstücks findet Kewal heraus, dass auch Rajan in Nimmi verliebt ist. Deshalb bittet er Nimmi ihn zu vergessen und mit Rajan zusammenzuleben, doch sie lehnt diese Bitte ab. Folglich setzt er das Theater in Brand. Auch seine linke Gesichtshälfte kommt mit dem Feuer in Berührung, sodass Kewals Gesicht total entstellt ist. Sein Vorhaben zeigt Erfolg: Nimmi verlässt Kewal aufgrund des entstellten Gesichts.

## Musik
| Lied                        | Sänger                   |
| --------------------------- | ------------------------ |
| Dil Toot Gaya Ji            | Shamshad Begum           |
| Raat Ko Jee Hay             | Shamshad Begum, Mukesh   |
| Kaahe Koyal Shor Machaye Re | Shamshad Begum           |
| Raja Ki Aayegi Baarat       | Lata Mangeshkar          |
| Rab Mera Araj Sun           | Mukesh, Shailesh         |
| Dekh Chand Ki Aur           | Shailesh, Shamshad Begum |
| Zinda Hu Is Tarah           | Mukesh                   |

Die Liedtexte stammen von Behzad Lucknowi, Saraswati Kumar Deepak und Majrooh Sultanpuri.